# Årets Unge fotbollsspelare i England (PFA)

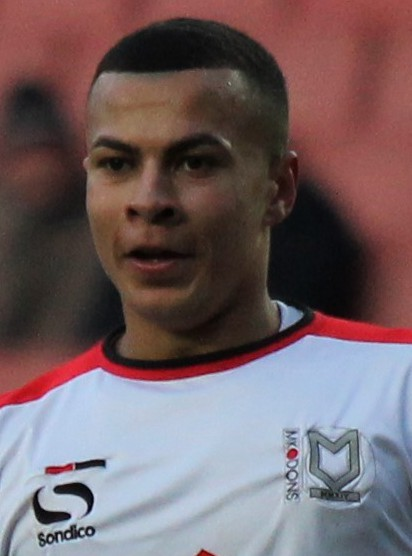
Dele Alli tilldelas priset både 2016 och 2017.

Årets Unge spelare i England (PFA) (Professional Footballers' Association Players' Young Player of the Year), oftast Spelarnas pris till Årets Unge spelare eller enbart Årets Unge PFA-spelare, är en årlig utmärkelse som tilldelas den som av spelarorganisationen PFA:s medlemmar anses ha varit den bäste unge fotbollsspelaren under säsongen i engelsk fotboll. Spelaren skall vara 23 år eller yngre vid säsongstarten för att kunna vinna utmärkelsen. Priset har delats ut sedan säsongen 1973/74 då den förste att få utmärkelsen var Ipswich Towns försvarare Kevin Beattie och den senaste, säsongen 2014/15, var Harry Kane i Tottenham. 
Priset delas ut i april månad tillsammans med övriga PFA-utmärkelser i samband med en galamiddag i London.

## Vinnare
Inberäknat säsongen 2010/11 så har utmärkelsen delats ut vid 39 tillfällen till 36 olika vinnare, tre spelare, Ryan Giggs, Robbie Fowler och Wayne Rooney har vunnit utmärkelsen två gånger.
 Tabellen nedan visar även om den vinnande spelaren tilldelats fler av de utmärkelser till Årets Spelare som finns i engelsk fotboll, det vill säga fotbollsjournalisternas FWA:s utmärkelse Årets fotbollsspelare i England (FWA) (FWA), spelarföreningen PFA:s utmärkelse Årets fotbollsspelare i England (PPY) och PFA Supportrars pris Årets fotbollsspelare i England (FPY)

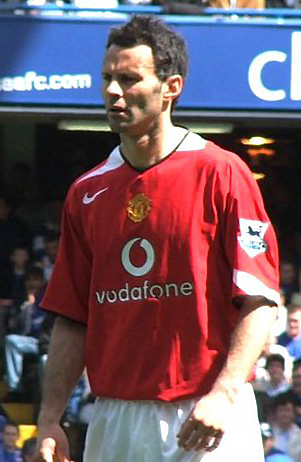
Ryan Giggs, den första att vinna priset två gånger.

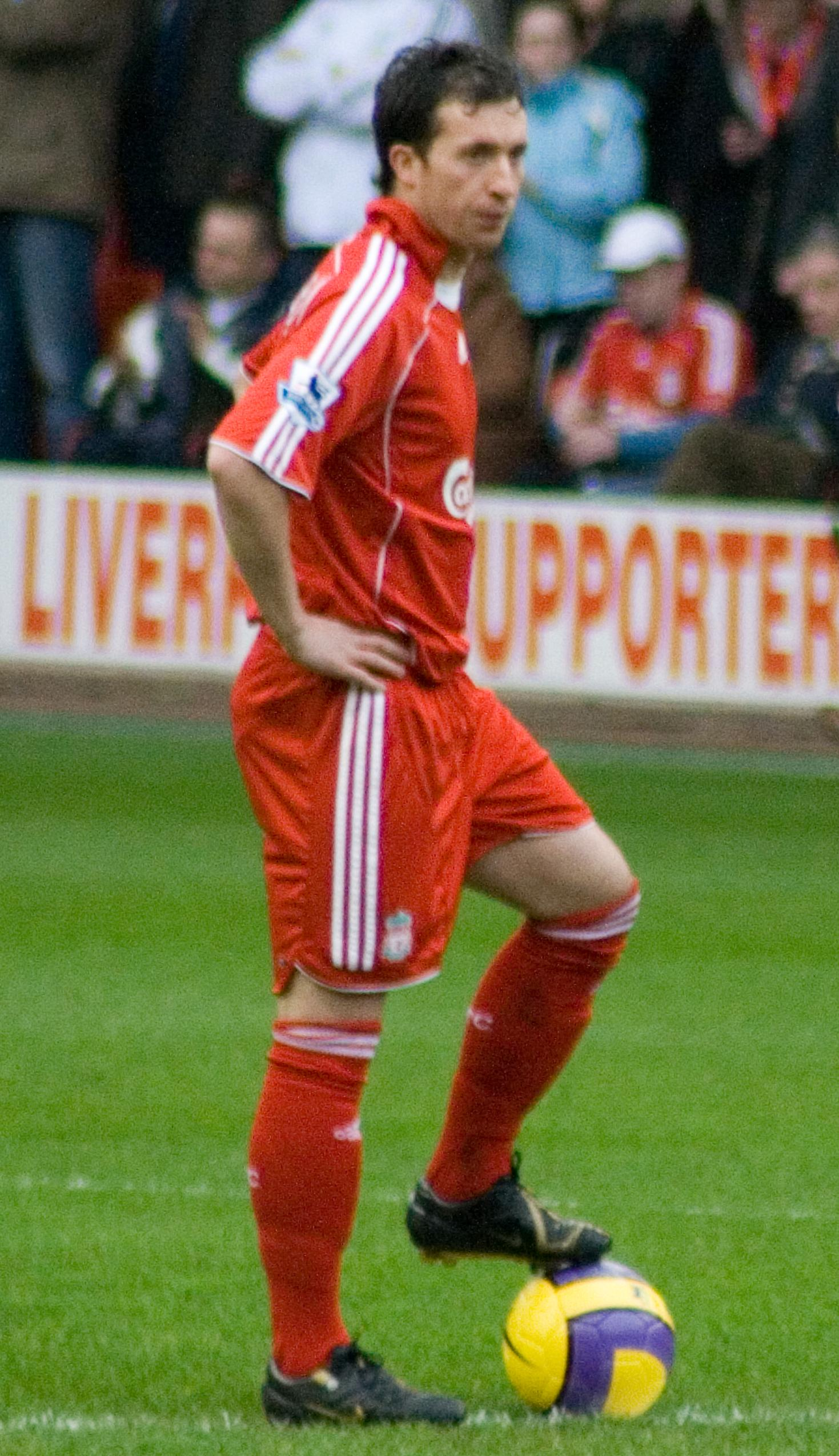
Robbie Fowler, den andre att vinna priset två gånger.

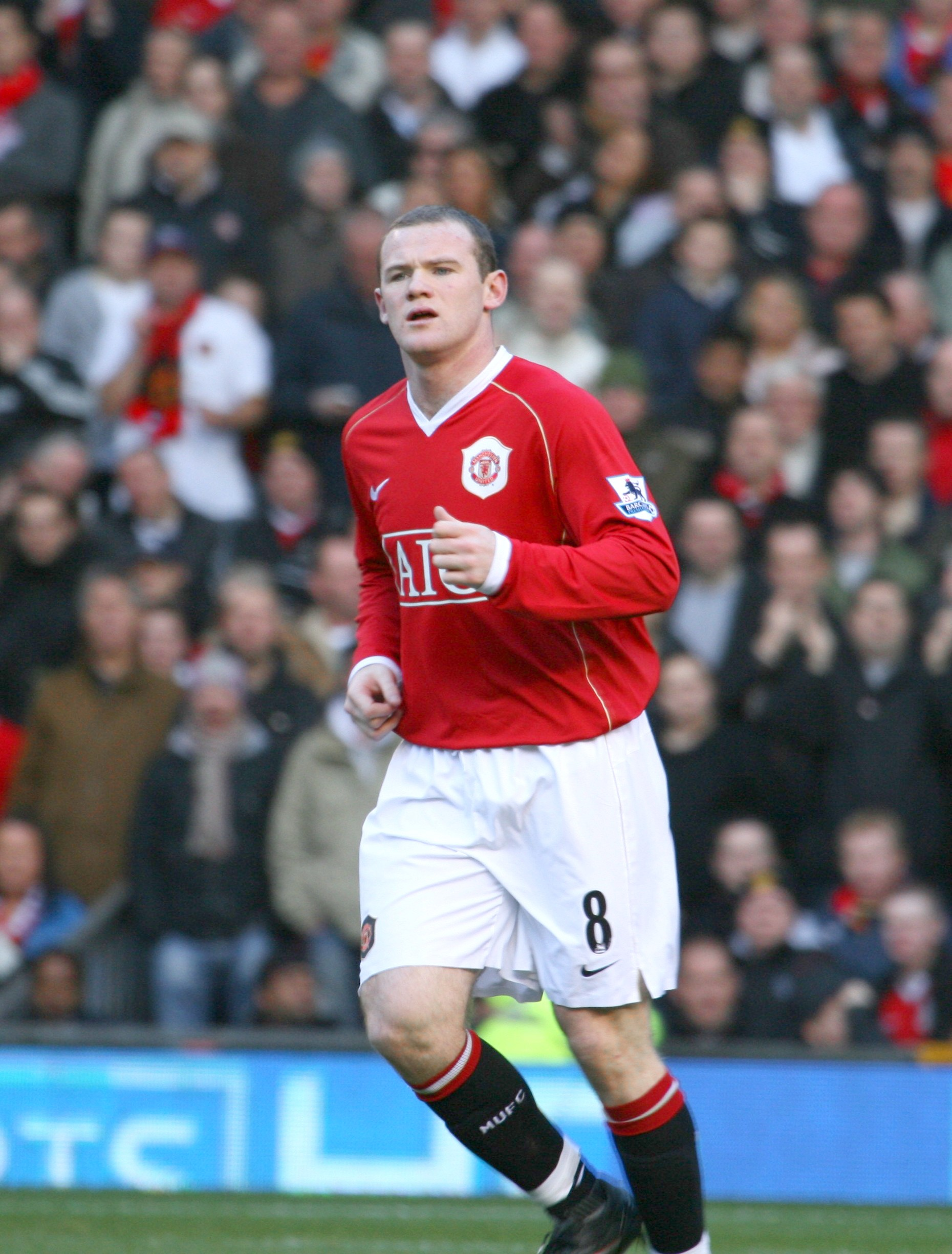
Wayne Rooney, den tredje att vinna priset två gånger.

| År      |          | Spelare                | Klubb                     | Vann även     | Notes                                                                                              |
| ------- | -------- | ---------------------- | ------------------------- | ------------- | -------------------------------------------------------------------------------------------------- |
| 1973–74 | ENG      | Kevin Beattie          | Ipswich Town              |               | |
| 1974–75 | ENG      | Mervyn Day             | West Ham United           |               | Day är den ende målvakt att vinna utmärkelsen.                                                     |
| 1975–76 | ENG      | Peter Barnes           | Manchester City           |               | |
| 1976–77 | SCO      | Andy Gray              | Aston Villa               | PPY           | Den förste icke engelske vinnaren, dessutom den förste att tilldelas två utmärkelser samma säsong. |
| 1977–78 | ENG      | Tony Woodcock          | Nottingham Forest         |               | |
| 1978–79 | ENG      | Cyrille Regis          | West Bromwich Albion      |               | Förste att vara född utanför Storbritannien att tilldelas utmärkelsen.                             |
| 1979–80 | ENG      | Glenn Hoddle           | Tottenham Hotspur         |               | |
| 1980–81 | ENG      | Gary Shaw              | Aston Villa               |               | |
| 1981–82 | ENG      | Steve Moran            | Southampton               |               | |
| 1982–83 | WAL      | Ian Rush               | Liverpool                 |               | |
| 1983–84 | ENG      | Paul Walsh             | Luton Town                |               | |
| 1984–85 | WAL      | Mark Hughes            | Manchester United         |               | |
| 1985–86 | ENG      | Tony Cottee            | West Ham United           |               | |
| 1986–87 | ENG      | Tony Adams             | Arsenal                   |               | |
| 1987–88 | ENG      | Paul Gascoigne         | Newcastle United          |               | |
| 1988–89 | ENG      | Paul Merson            | Arsenal                   |               | |
| 1989–90 | ENG      | Matthew Le Tissier     | Southampton               |               | |
| 1990–91 | ENG      | Lee Sharpe             | Manchester United         |               | |
| 1991–92 | WAL      | Ryan Giggs             | Manchester United         |               | |
| 1992–93 | WAL      | Ryan Giggs             | Manchester United         |               | Förste att tilldelas utmärkelsen en andra gång.                                                    |
| 1993–94 | ENG      | Andy Cole              | Newcastle United          |               | |
| 1994–95 | ENG      | Robbie Fowler          | Liverpool                 |               | |
| 1995–96 | ENG      | Robbie Fowler          | Liverpool                 |               | |
| 1996–97 | ENG      | David Beckham          | Manchester United         |               | |
| 1997–98 | ENG      | Michael Owen           | Liverpool                 |               | |
| 1998–99 | FRA      | Nicolas Anelka         | Arsenal                   |               | Förste kontinentale vinnaren.                                                                      |
| 1999–00 | AUS      | Harry Kewell           | Leeds United              |               | |
| 2000–01 | ENG      | Steven Gerrard         | Liverpool                 | FPY           | |
| 2001–02 | WAL      | Craig Bellamy          | Newcastle United          |               | |
| 2002–03 | ENG      | Jermaine Jenas         | Newcastle United          |               | |
| 2003–04 | ENG      | Scott Parker           | Charlton Athletic/Chelsea |               | |
| 2004–05 | ENG      | Wayne Rooney           | Manchester United         |               | |
| 2005–06 | ENG      | Wayne Rooney           | Manchester United         | FPY           | |
| 2006–07 | POR      | Cristiano Ronaldo      | Manchester United         | PPY, FWA, FPY | Förste att tilldelas fyra utmärkelser samma säsong.                                                |
| 2007–08 | ESP      | Cesc Fabregas          | Arsenal                   |               | |
| 2008–09 | ENG      | Ashley Young           | Aston Villa               |               | |
| 2009–10 | ENG      | James Milner           | Aston Villa               |               | |
| 2010–11 | ENG      | Jack Wilshere          | Arsenal                   |               | |
| 2011–12 | ENG      | Kyle Walker            | Tottenham                 |               | |
| 2012–13 | Wales    | Gareth Bale            | Tottenham                 | PPY, FWA      | |
| 2013–14 | Belgien  | Eden Hazard            | Chelsea                   |               | |
| 2014–15 | England  | Harry Kane             | Tottenham                 |               | |
| 2015–16 | England  | Dele Alli              | Tottenham                 |               | |
| 2016–17 | England  | Dele Alli              | Tottenham                 |               | |
| 2017–18 | Tyskland | Leroy Sané             | Manchester City           |               | |
| 2018–19 | England  | Raheem Sterling        | Manchester City           | FWA           | |
| 2019–20 | England  | Trent Alexander-Arnold | Liverpool                 |               | |
| 2020–21 | England  | Phil Foden             | Manchester City           |               | |
| 2021–22 | England  | Phil Foden             | Manchester City           |               | |
| 2022–23 | England  | Bukayo Saka            | Arsenal                   |               | |
| 2023–24 | England  | Cole Palmer            | Chelsea                   |               | |

Förkortningar:
YPY  = PFA:s Årets Unge Spelare (PFA's Young Player of the Year)
 FPY  = Supportrarnas pris till årets spelare (PFA) (FPA's Fan's Player of the Year award)
PPY = Spelarföreningens PFA:s pris till Årets Spelare (PFA Players' Player of the Year)
FWA = Fotbollsjournalisternas (FWA) utmärkelse till Årets Spelare   

## Summering av vinnarna

### Vinnare per land
| Land       | Antal vinster | Vinnande år |
| ---------- | ------------- | --- |
| England    | 38            | 1973–74, 1974–75, 1975–76, 1977–78, 1978–79, 1979–80, 1980–81, 1981–82, 1983–84, 1985–86, 1986–87, 1987–88, 1988–89, 1989–90, 1990–91, 1993–94, 1995, 1995–96, 1996–97, 1997–98, 2000–01, 2002–03, 2003–04, 2004–05, 2005–06, 2008–09, 2009–10, 2010–11, 2011–12, 2014–15, 2015–16, 2016–17, 2018–19, 2019–20, 2020–21, 2021–22, 2022–23, 2023–24 |
| Wales      | 6             | 1982–83, 1984–85, 1991–92, 1992–93, 2001–02, 2012–13 |
| Skottland  | 1             | 1976–77 |
| Frankrike  | 1             | 1998–99 |
| Australien | 1             | 1999–2000 |
| Portugal   | 1             | 2006–07 |
| Spanien    | 1             | 2007–08 |
| Belgien    | 1             | 2013–14 |
| Tyskland   | 1             | 2017–18 |

### Vinnare per klubb
| Klubb                | Antal vinster | Vinnande år                                                            |
| -------------------- | ------------- | ---------------------------------------------------------------------- |
| Manchester United    | 8             | 1984–85, 1990–91, 1991–92, 1992–93, 1996–97, 2004–05, 2005–06, 2006–07 |
| Tottenham Hotspur    | 6             | 1979–80, 2011–12, 2012–13, 2014–15, 2015–16, 2016–17                   |
| Liverpool            | 6             | 1982–83, 1994–95, 1995–96, 1997–98, 2000–01, 2019–20                   |
| Arsenal              | 6             | 1986–87, 1988–89, 1998–99, 2007–08, 2010-11, 2022–23                   |
| Manchester City      | 5             | 1975–76, 2017–18, 2018–19, 2020–21, 2021–22                            |
| Newcastle United     | 4             | 1987–88, 1993–94, 2001–02, 2002–03                                     |
| Aston Villa          | 4             | 1976–77, 1980–81, 2008–09, 2009–10                                     |
| Chelsea              | 3             | 2003–04, 2013–14, 2023–24                                              |
| West Ham United      | 2             | 1974–75, 1985–86                                                       |
| Southampton          | 2             | 1981–82, 1989–90                                                       |
| Ipswich Town         | 1             | 1973–74                                                                |
| Nottingham Forest    | 1             | 1977–78                                                                |
| West Bromwich Albion | 1             | 1978–79                                                                |
| Luton Town           | 1             | 1983–84                                                                |
| Leeds United         | 1             | 1999–00                                                                |
| Charlton Athletic    | 1             | 2003–04                                                                |